# Rothschild-Preis
Der Rothschild-Preis (Rothschild Prize) ist ein israelischer Wissenschaftspreis. Er wird seit 1959 von Yad Hanadiv (Jerusalem), der Wohltätigkeitsorganisation der Rothschilds in Israel, als Anerkennung für herausragende Publikationen auf den Gebieten der Mathematik, der Computer- und Ingenieurwissenschaften, der Lebenswissenschaften sowie der Chemie und Physik alle zwei Jahre, der Sozialwissenschaften, der Judaistik und der Geisteswissenschaften alle vier Jahre vergeben. Die Preiszeremonie findet traditionell in der Knesset in Anwesenheit eines Vertreters der Regierung und eines Vertreters der Familie Rothschild statt.
Die Association for the Study of Nationalities vergibt einen Rothschild Prize für Bücher über Nationalismus und Ethnizität.

## Preisträger
- 1959
  - Max Kurrein; Ingenieurwissenschaften
  - Shmuel Agmon; Mathematik
  - Don Patinkin; Sozialwissenschaften
- 1960
  - Avraham Komarov; Agrarwissenschaften
  - Ephraim Katzir; Lebenswissenschaften
- 1961
  - Ernst David Bergmann; Chemie
  - Hans Jacob Polotsky; Geisteswissenschaften
  - Gershom Scholem; Judaistik
  - Giulio Racah; Physik
- 1962
  - Markus Reiner; Ingenieurwissenschaften
  - Abraham Halevi Fraenkel; Mathematik
  - Louis Eliyahu Guttman; Sozialwissenschaften
- 1963
  - Yitzhak Wahl; Agrarwissenschaften
  - Yigael Yadin; Geisteswissenschaften
  - Georg Haas; Lebenswissenschaften
- 1964
  - David Ginsburg; Chemie
  - Yitzhak Be’er; Judaistik
  - Zeev Lev; Physik
- 1965
  - Abraham Kogan; Ingenieurwissenschaften
  - Chaim Leib Pekeris; Mathematik
  - Gad Tedeschi; Sozialwissenschaften
- 1966
  - Aharon Bondi; Agrarwissenschaften
  - Shmuel Sambursky; Geisteswissenschaften
  - Yitzhak Bernblum; Lebenswissenschaften
- 1967
  - Michael Sela; Chemie
  - Ben-Zion Dinur; Judaistik
  - Yuval Ne’eman; Physik
- 1969
  - Shmuel Ruchman; Ingenieurwissenschaften
  - Zvi Herbert Riesel; Ingenieurwissenschaften
  - Myron Melman; Ingenieurwissenschaften
  - Aryeh Berger; Lebenswissenschaften
  - Shimshon Abraham Amitsur; Mathematik
  - Shmuel Noah Eisenstadt; Sozialwissenschaften
- 1971
  - Yair Mundlak; Agrarwissenschaften
  - Aharon Katchalsky-Katzir; Chemie
  - Joshua Prawer; Geisteswissenschaften
  - Zeev Ben-Hayyim; Judaistik
  - Yigal Talmi; Physik
- 1973
  - Franz Ollendorf; Ingenieurwissenschaften
  - Michael Zohary; Lebenswissenschaften
  - Michael Rabin; Mathematik
  - Michael Bruno; Sozialwissenschaften
- 1975
  - Joshua Jortner; Chemie
  - David Ayalon; Geisteswissenschaften
  - Shlomo Pines; Judaistik
  - Haim Harari; Physik
- 1977
  - Yehudith Birk; Agrarwissenschaften
  - Leo Sachs; Lebenswissenschaften
  - Hillel Furstenberg; Mathematik
  - Roberto Bachi; Sozialwissenschaften
- 1979
  - Izchak Steinberg; Chemie
  - Haim Blank; Geisteswissenschaften
  - Harry J. (Zvi) Lipkin; Physik
- 1981
  - Gad Loebenstein; Agrarwissenschaften
  - Sol R. Bodner; Ingenieurwissenschaften
  - Yeshayahu Tishbi; Judaistik
  - Hans Lindner; Lebenswissenschaften
  - Saharon Shelah; Mathematik
  - Joseph Ben-David; Sozialwissenschaften
- 1983
  - Meir Wilchek; Chemie
  - Nachman Avigad; Geisteswissenschaften
  - Ephraim Elimelech Urbach; Judaistik
  - Yakir Aharonov; Physik
- 1985
  - Isaac Harpa; Agrarwissenschaften
  - Yitzhak Kidron; Ingenieurwissenschaften
  - Michael Feldman; Lebenswissenschaften
  - Israel Gochberg; Mathematik
  - Yaacov Katz; Sozialwissenschaften
- 1988
  - Abraham Patchornik; Chemie
  - Meir Kister; Geisteswissenschaften
  - Shraga Abramson; Judaistik
  - Jacob Bekenstein; Physik
- 1990
  - Ilan Chet; Agrarwissenschaften
  - Dan Shechtman; Ingenieurwissenschaften
  - Alexander Levitzki; Lebenswissenschaften
  - Achi Brandt; Mathematik
  - Nissan Liviatan; Sozialwissenschaften
- 1992
  - Raphael Levine; Chemie
  - Yehoshua Blau; Geisteswissenschaften
  - Ezra Fleisher; Judaistik
  - Zeev Vager; Physik
- 1994
  - Jaacov Katan; Agrarwissenschaften
  - Moshe Zakai; Ingenieurwissenschaften
  - Shmuel Shaltiel; Lebenswissenschaften
  - Adi Shamir; Mathematik
  - Menahem Yaari; Sozialwissenschaften
- 1996
  - Edward Kosower; Chemie
  - Moshe Gil; Judaistik
  - Yoseph Imry; Physik
- 1998
  - Yona Chen; Agrarwissenschaften
  - Yitzhak Hadar; Agrarwissenschaften
  - Jacob Bear; Ingenieurwissenschaften
  - Ruth Arnon; Lebenswissenschaften
  - Ehud Hrushovski; Mathematik
  - Sergiu Hart; Sozialwissenschaften
- 2000
  - Zeev Luz; Chemie
  - Hayim Tadmor; Geisteswissenschaften
  - David Flusser; Judaistik
  - Amnon Aharony; Physik
- 2002
  - Nachum Kedar; Agrarwissenschaften
  - Haim D. Rabinowitch; Agrarwissenschaften
  - Jacob Ziv; Ingenieurwissenschaften
  - Zvi Selinger; Lebenswissenschaften
  - Alexander Lubotzky; Mathematik
  - Elhanan Helpman; Sozialwissenschaften
- 2004
  - Joseph Klafter; Chemie
  - David Dean Shulman; Geisteswissenschaften
  - Haim Beinart; Judaistik
  - Asher Peres; Physik
- 2006
  - Gedeon Dagan; Ingenieurwissenschaften
  - Ada Yonath; Lebenswissenschaften
  - Benjamin Weiss; Mathematik
  - Asher Koriat; Sozialwissenschaften
- 2008
  - Itamar Willner; Chemie
  - Etan Kohlberg; Geisteswissenschaften
  - Moshe Bar-Asher; Judaistik
  - Moti Heiblum; Physik
- 2010
  - Shalom Applebaum; Agrarwissenschaften
  - Abraham Lempel; Ingenieurwissenschaften
  - Yoram Groner; Lebenswissenschaften
  - David Kazhdan; Mathematik
  - Ariel Rubinstein; Sozialwissenschaften
- 2012
  - Raphael Mechoulam; Chemie und Physik
  - Margalit Finkelberg; Geisteswissenschaften
  - Moshe Idel; Judaistik
  - Chaim Cedar; Lebenswissenschaften
  - Gil Kalai; Mathematik und Ingenieurwissenschaften
- 2014
  - Shlomo Havlin; Chemie und Physik
  - Eli Keshet; Lebenswissenschaften
  - Shlomo Shamai; Mathematik und Ingenieurwissenschaften
  - Avner de Shalit; Sozialwissenschaften
- 2016
  - Reshef Tenne; Chemie und Physik
  - Yohanan Friedmann; Geisteswissenschaften
  - Ya’akov Kaduri (James Kugel); Judaistik
  - Hagai Bergman; Lebenswissenschaften
  - Nathan (Nati) Linial; Mathematik und Ingenieurwissenschaften
- 2018
  - Maya Bar-Hillel; Sozialwissenschaften
  - Naama Barkai; Lebenswissenschaften
  - Noam Nisan; Mathematik, Computer- und Ingenieurwissenschaften
  - Yaron Silberberg; Chemie und Physik
- 2020
  - Hanah Margalit; Lebenswissenschaften
  - Jacob Klein; Chemie und Physik
  - Michal Irani; Mathematik, Computer- und Ingenieurwissenschaften
  - Guy Stroumsa; Geisteswissenschaften
  - Moshe Rosman; Judaistik
- 2022
  - Nira Liberman; Psychologie
  - David Weisburd; Kriminologie
  - Ruth HaCohen; Musikwissenschaft
  - Jeremy Cohen; Jüdische Geschichte
- 2024
  - Uri Banin; Chemie
  - Moni Naor; Informatik
  - Michael Elad; Ingenieurwissenschaften
  - Rotem Sorek; Lebenswissenschaften
  - Tamar Ziegler; Mathematik
  - Mordechai Segev; Physik
  - Ron Milo; Umweltwissenschaften